# Pietro Antonio Di Prima
Pietro Antonio Di Prima (Canicattì, 10 marzo 1947) è un politico italiano, esponente di Forza Italia e già parlamentare europeo.
È stato eletto deputato europeo alle elezioni del 1994 per le liste di Forza Italia. È stato presidente della Delegazione per le relazioni con il Canada; membro della Commissione per i bilanci, della Sottocommissione monetaria, della Delegazione alla commissione parlamentare mista UE-Malta, della Delegazione alla commissione parlamentare mista UE-Repubblica Slovacca, della Commissione per la pesca.